# Isabelle Poncelet
Pour les articles homonymes, voir Poncelet.
Isabelle J.P. Poncelet, née le 13 mars 1967 à Arlon est une femme politique belge wallonne, membre du Centre démocrate humaniste (CdH).
C’est en 2001 qu’elle commence sa carrière politique au niveau communal, puisqu’elle est élue conseillère pour la commune de Habay. Elle sera alors de toutes les campagnes.
Elle est licenciée en musicologie et en histoire ; elle enseignera ces deux matières (1991-2006) ; elle s'intéresse particulièrement au chant choral et rejoint le Chœur de chambre de Namur (1996-2006). Elle est enseignante à mi-temps à la Haute Ecole Henallux (département pédagogique, Bastogne, 2012-).
En 2014, elle est élue députée fédérale. Elle remettra sa démission en septembre 2018 pour laisser sa place à Anne-Catherine Goffinet, échevine à Arlon.

## Sa carrière politique
- Communal :
  - 2001-2006 : Conseillère communale à Habay
  - 2012-2018 : Bourgmestre à Habay
- Provincial :
  - 2006-2012 : Députée provinciale de la province de Luxembourg
  - 2012-2014 : Conseillère provinciale de la province de Luxembourg
  - 2018-2024 : Conseillère provinciale de la province de Luxembourg
- Fédéral :
  - 2014-2018 : Députée fédérale à la Chambre des Représentants